# Episodi di In the Flesh (seconda stagione)
La seconda stagione della serie televisiva In the Flesh, composta da sei episodi, è stata trasmessa sui canali britannici BBC Three e BBC HD dal 4 maggio all'8 giugno 2014.
In Italia la stagione è inedita.
| nº | Titolo originale | Titolo italiano | Prima TV UK    | Prima TV Italia |
| -- | ---------------- | --------------- | -------------- | --------------- |
| 1  | Episode 1        |                 | 4 maggio 2014  |                 |
| 2  | Episode 2        |                 | 11 maggio 2014 |                 |
| 3  | Episode 3        |                 | 18 maggio 2014 |                 |
| 4  | Episode 4        |                 | 25 maggio 2014 |                 |
| 5  | Episode 5        |                 | 1º giugno 2014 |                 |
| 6  | Episode 6        |                 | 8 giugno 2014  |                 |

## Episode 1
- Diretto da: Jonny Campbell
- Scritto da: Dominic Mitchell

### Trama
Roarton sembra ormai diventata una cittadina tollerante agli affetti da PDS (Sindrome da Decesso Parziale), ma nel paese si stanno riaccendendo le tensioni soprattutto a livello politico: il partito pro-vivente radicale, Victus, dimostra un profondo odio nei confronti degli affetti da PDS, dovuto anche alla paura che possa ripresentarsi una situazione simile al Risveglio, e l'ULA (Esercito di Liberazione Non-morta) reagisce con violente rappresaglie.
Kieren Walker lavora al pub Legion cercando di mettere da parte dei soldi per andare in Europa, dove la convivenza fra vivi e non-morti sembra più tollerante, come se stesse preparando un piano di fuga. L'arrivo della deputata del partito Victus, Maxine Martin, mette pressione a Kieren, così come la rivelazione da parte della sua amica non-morta Amy, appena tornata a Roarton, di far parte dell'ULA insieme al suo nuovo fidanzato.

## Episode 2
- Diretto da: Jonny Campbell
- Scritto da: Dominic Mitchell

### Trama
Kieren è costretto ad abbandonare il suo piano di fuga quando Maxine impone il divieto di viaggio da Roarton per gli affetti da PDS. Vengono inoltre introdotte delle attività lavorative obbligatorie con un progetto chiamato Give Back, volto a riassegnare gli affetti da PDS alla società, dopo il completamento di un periodo di sei mesi per ripagare i danni inflitti alla società durante il Risveglio. Simon si avvicina a Kieren e lo mette in guardia dall'iniziativa del partito Victus. Kieren, sentendo Simon molto vicino a lui, accetta il suo invito alla festa per PDS.
A scuola, Jem si ritrova improvvisamente popolare quando rivela di aver fatto parte dell'HVF. Tuttavia, quando un ragazzo affetto da PDS assume una piccola dose di Oblio Blu per spaventare i suoi compagni, Jem non è in grado di affrontarlo. Umiliata dalle sue amiche, trova conforto in Gary, altro ex-membro dell'HVF, col quale prende parte a un giro di ronda. Sentendo delle grida in lontananza i due decidono di perlustrare la zona e Jem inizia a correre, decisa ad affrontare le proprie paure. Alla vista della sagoma di quello che crede essere un famelico, spara uccidendo sul colpo Henry, in realtà un suo compagno di classe che aveva una segreta cotta per lei e che si era allontanato dalla festa.
Intanto alla festa Simon prende in disparte Kieren assieme a pochi altri, scoprendo che il ragazzo potrebbe essere il primo ad essersi risvegliato.

## Episode 3
- Diretto da: Jonny Campbell
- Scritto da: Dominic Mitchell

## Episode 4
- Diretto da: Jonny Campbell
- Scritto da: Dominic Mitchell

## Episode 5
- Diretto da: Jonny Campbell
- Scritto da: Dominic Mitchell

## Episode 6
- Diretto da: Jonny Campbell
- Scritto da: Dominic Mitchell